# Ortografia della lingua romena
L'ortografia della lingua romena (Ortografia limbii române; ortogra'fi.a 'limbij ro'mɨne) è quell'insieme di regole che regolano la trascrizione corretta della lingua romena.
Sin dalle sue prime attestazioni scritte, l'ortografia del romeno ha subito continui mutamenti, venendo codificata universalmente nel XIX secolo e subendo varie riforme, le ultime delle quali negli anni novanta.

## Storia

### I primi documenti scritti

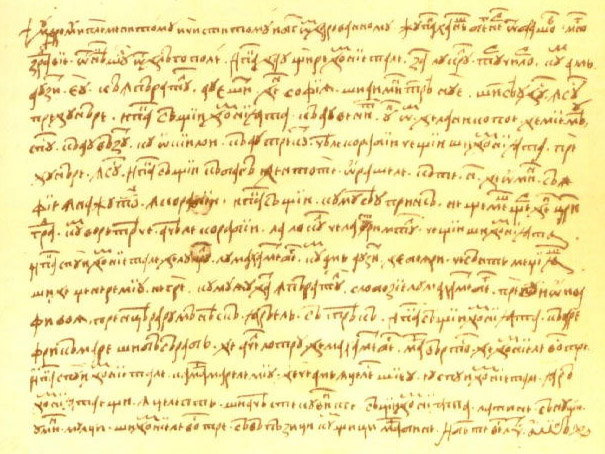
La lettera di Neacșu, il documento più antico pervenutoci in romeno

Al contrario delle maggiori lingue romanze dell'Europa occidentale, non è possibile trovare documenti scritti in romeno prima XVI secolo, dal momento che, secondo la gran parte degli studiosi, per tutto il basso medioevo nei territori dell'attuale Romania venne usata per redigere i documenti la lingua slava ecclesiastica, introdotta nel X secolo dopo la cristianizzazione dei bulgari. Ad avvalorare questa tesi vi sarebbero le prime testimonianze scritte in lingua romena, principalmente redatte in una variante dell'alfabeto cirillico derivata da quella dello slavo ecclesiastico. Secondo Dimitrie Cantemir, tuttavia, la scrittura latina sarebbe già stata utilizzata nel XV secolo in Moldavia, per poi essere abbandonata da Alessandro il Buono dopo il concilio di Firenze, nel tentativo di ostacolare la propaganda cattolica.
Il documento in lingua romena più antico di cui si ha conoscenza è la lettera di Neacșu, redatta in cirillico nel 1521 e spedita a Hans Benkner di Brașov da Neacșu di Câmpulung per avvisarlo di un'imminente invasione ottomana; i primi libri stampati in romeno, di carattere religioso, vennero realizzati invece nel 1561, grazie anche all'impegno del diacono Oresi. Nonostante il frammento più antico scritto in alfabeto latino (il Fragment Teodorescu) sia databile tra il 1570 ed il 1573, al di fuori della Transilvania e del Banato (regioni di influenza ungherese) la scrittura in alfabeto cirillico rimase la più utilizzata per i successivi tre secoli.
Nel corso del XVIII secolo incominciò la standardizzazione della grafia cirillica, a partire dalla pubblicazione della prima grammatica romena di Dimitrie Eustatievici (1757).

### Il passaggio dall'alfabeto cirillico a quello latino

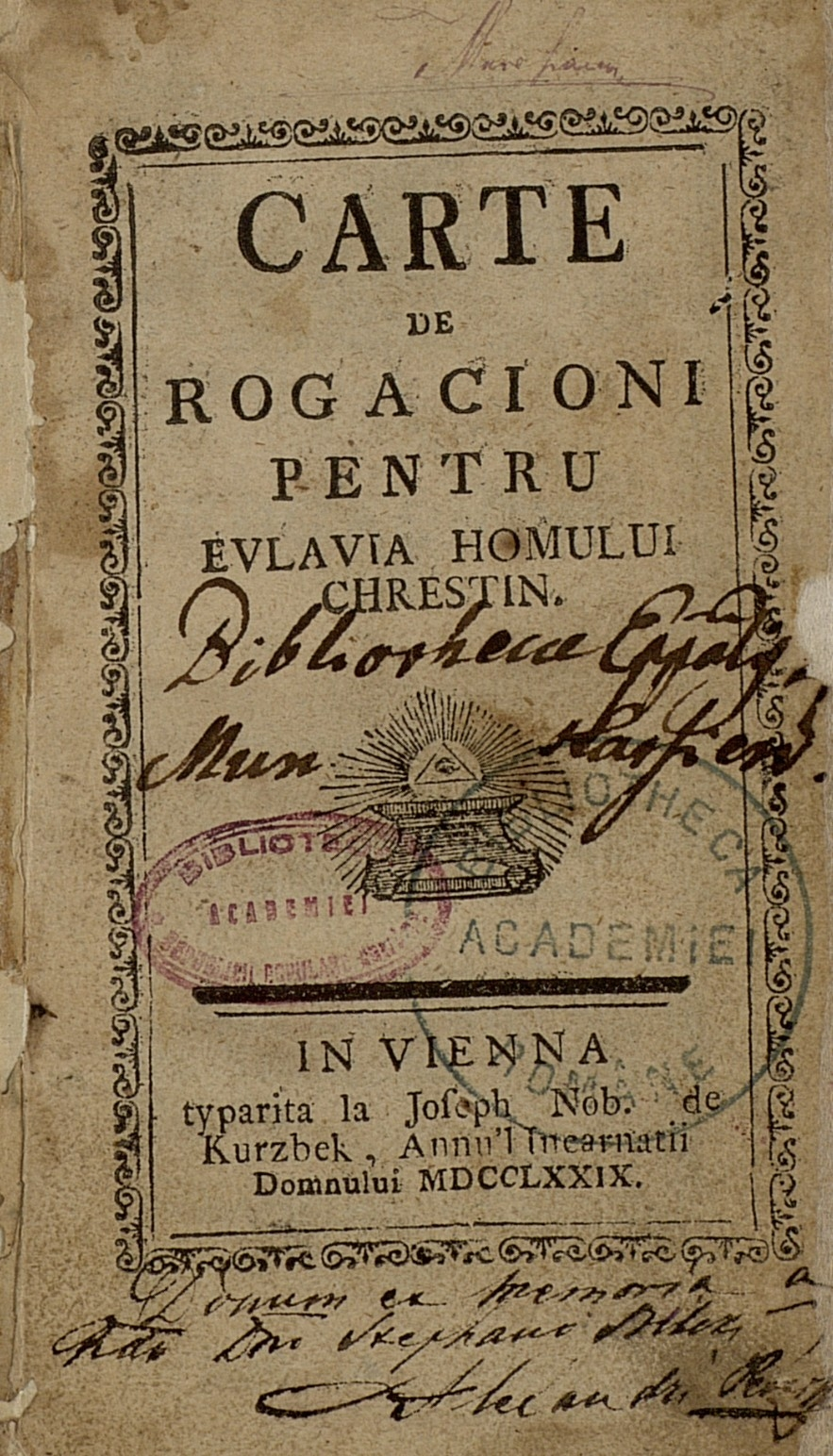
Il Carte de rogacioni pentru evlavia homului chreștin (1779), uno dei primi esempi di grafia romena latina standardizzata

Con la nascita della chiesa greco-cattolica romena del Regno d'Ungheria gli intellettuali romeni di Transilvania iniziarono a conoscere le idee illuministe e formarono la Scuola Transilvana (Școala Ardeleană). Quest'ultima, nel compiere varie attività poi rivelatesi base del risveglio nazionale romeno, creò il primo embrione dell'alfabeto latino romeno attuale, slegandolo da quello ungherese (che nei secoli precedenti era stato alla base delle convenzioni ortografiche del romeno locale) ed avvicinandolo alla grafia latina, italiana e francese. Uno dei primi esempi di questa nuova grafia fu il Carte de rogacioni pentru evlavia homului chreștin (nella grafia attuale: Carte de rugăciuni pentru evlavie omnului creștin) , pubblicato nel 1779 a Vienna.  Nel 1819 Petru Maior, collaboratore della Scuola, pubblicò la Ortographia Romana sive latino-valachica una cum clavi qua penetralia originationis vocum reserantur; mentre nel 1825 fu pubblicato dagli studiosi il  Lesicon românescu-latinescu-unguresc-nemțescu... (conosciuto anche come Lessico di Buda).
Durante il XIX secolo il movimento a favore dell'alfabeto latino crebbe in popolarità e, a partire dal 1830, iniziarono a comparire vari alfabeti di transizione, formati sia da lettere dell'alfabeto latino sia da lettere dell'alfabeto cirillico (ad esempio "i" al posto di "и" o "d" al posto di "д"). Tra il 1860 e il 1862, con l'unificazione di Moldavia e Valacchia, venne adottato a livello civile l'alfabeto latino, mentre venne adottato dalla Chiesa ortodossa romena nel 1881. Negli stessi anni venne adottato l'alfabeto latino anche in Transilvania e nel Banato.

### Fonetismo contro etimologismo
Con l'affermarsi in buona parte della romenofonia dell'alfabeto latino, crebbe l'interesse per un dibattito, apertosi già decenni prima, su quale principio utilizzare per la grafia latina: infatti vi era il dubbio adoperare un metodo fonetico, e quindi impostare la grafia tenendo conto esclusivamente della pronuncia (come sostenuto da Ion Heliade Rădulescu) oppure etimologico, e quindi rispettare l'origine storica della parola (come sostenuto da Timotei Cipariu, Aron Pumnul e August Treboniu Laurian e da altri esponenti della Scuola transilvana). Tali correnti di pensiero era chiamate rispettivamente "fonetismo" (fonetism) ed "etimologismo" (etimologism).
Nel 1881, grazie al lavoro di una commissione, si arrivò ad un compromesso tra le due correnti, lasciando da una parte prevalere leggermente il fonetismo ("ss" venne sostituito con "s", "s", venne sostituito con "z", ecc.) e dall'altra mantenendo alcune convenzioni ortografiche etimologiche, come:
- ḑ,  ad indicare il suono /z/ dove, secondo l'etimologia latina, un tempo era presente una "d" (es. "ḑece", da DECEM, invece dell'attuale "zece");
- ĕ, ad indicare il suono /ǝ/ dove, secondo l'etimologia latina, un tempo era presente una "e" (es. "împĕrat", da IMPERATOR, invece dell'attuale "împărat");
- ĭ, ad indicare il suono /j/  e la "i" finale palatizzata (es. "lupĭ" invece dell'attuale "lupi" e "noĭ" invece dell'attuale "noi");
- ŭ, ad indicare i suoni /w/ e /ɯ/ (es. "aŭ" invece di "au" e "românŭ" invece dell'attuale "român");

Inoltre, seguendo sempre l'etimologia della parola, si stabilì di porre un circonflesso sulle vocali che durante la sua evoluzione nel tempo aveva mutato il proprio suono in /ɨ/, e di porre un accento acuto se la vocale s'era evoluta in un dittongo ed uno grave se era tonica e a fine parola.

### Riforma del 1904
Nel 1903 l'Accademia romena creò una commissione per la riforma ortografica composta da Bogdan Petriceicu Hasdeu, Iacob Negruzzi, Ovid Densusianu, Ion Bianu, e Titu Maiorescu. Quest'ultimo, l'anno dopo, riferì i risultati della commissione, la quale chiedeva di:
- sostituire ḑ e dz con z;
- sostituire ĭ con i;
- sostituire sc con șt;
- eliminare ŭ a fine parola;
- sostituire é e ó con ea e oa;
- sostituire tutte le lettere con circonflesso con î (ad eccezione dei derivati di român e davanti a "c" e "g");

Le proposte, decisamente più innovative di quelle presentate nei successivi progetti di riforma, vennero accettate dall'Accademia, portando così l'ortografia romena verso un più netto fonetismo.
Le nuove norme ortografiche furono poi presentate da Ion Bianu nella pubblicazione Regule ortografice. La nuova grafia venne criticata sia dai sostenitori dell'etimologismo sia dai sostenitori di una svolta più legata alla fonetica.  Inoltre, sebbene la nuova norma semplificasse la scrittura della lingua, venne adottata in tutti i settori della società romena solo dopo molti anni, generando nel frattempo molta confusione.

### Riforma del 1932
Nel 1923 Sextil Pușcariu chiese all'Accademia un'ulteriore riforma della grafia, dato che, a detta sua, la pubblicazione di Ion Bianu aveva lasciato molti interrogativi sulla sillabazione delle parole; di conseguenza venne istituita una nuova commissione composta da Bianu, Densusianu, Gheorghe Adamescu, Alexandru Procopovici e dallo stesso Pușcariu.  Il resoconto della commissione, redatto da Densusianu e composto da 14 punti, venne presentato al congresso di Cluj del 24-25 aprile 1926. Il nuovo rapporto proponeva:
- l'abolizione di â in favore di î;
- l'abolizione delle consonanti doppie;
- l'abolizione dell'accento grave;
- l'abolizione della -u finale dopo la -i- nei nomi propri e di luogo (es. Mihaiu > Mihai);
- la gestione della s e della z, all'interno dei neologismi, solo in base al loro valore fonetico;
- la regolamentazione dell'uso delle maiuscole, dell'apostrofo e del trattino;

Queste proposte furono accolte con favore sia dal congresso che dall'Accademia, senza però dare un vero seguito al tutto. Nel 1929 Pușcariu scrisse il Proiectul de reformă a ortografiei române, in cui sosteneva che la scrittura di una lingua dovesse essere un qualcosa di automatico ed intuitivo; nel 1931, inoltre, alcuni studiosi proposero di sostituire la lettera u nella coniugazione al tempo presente del verbo essere (a fi) con î. Infine, nel 1932, vennero approvate tutte le proposte con un voto di 14 su 15 della sezione plenaria dell'Accademia, anche se venne mantenuta la lettera â per i derivati della parola român.
La nuova grafia venne adottata dal Ministero dell'Istruzione ed ampiamente pubblicizzata dall'Accademia tramite una serie di pubblicazioni; tuttavia non riuscì a soddisfare appieno le richieste di chi aveva chiesto una riforma più radicale, e specialmente di chi aveva mal digerito la scelta di mantenere la lettera â e la -u finale.

### Riforma del 1953
Con l'imposizione del regime comunista di stampo sovietico, venne incentivata una nuova riforma, ancora più improntata sul fonetismo e la semplificazione. Essa puntava, oltre che a " semplificare l'alfabetizzazione delle masse", a troncare in maniera netta i ponti con le convenzioni del periodo precomunista. Il progetto approvato il 16 settembre 1953 dal Consiglio dei Ministri presieduto da Gheorghiu-Dej ed entrato in vigore il 1º aprile 1954 , portò tra le altre cose alla:
- completa eliminazione della â, sostituita in ogni contesto dalla î (anche nei derivati di român; che diventò romîn);
- sostituzione dell'apostrofo con il trattino nelle elisioni;
- elmininazione della -u finale divenuta muta nel parlato;
- sostituzione delle s con le z davanti alle occlusive sonore, alle liquide ed alle nasali;
- eliminazione delle consonanti doppie (tranne nelle parole composte che iniziano con la preposizione în)[18].

L'ortografia riformata sostituì completamente quella precedente entro la fine del 1956 in tutti i testi ufficiali. Nel 1965, con l'ascesa del comunismo nazionale, la â venne reintrodotta per i derivati di român ed alcuni nomi, tornando negli altri casi alla regola della riforma del '32.

## Confronto
| Cirillico   | Cirillico | Cirillico | Latino    | Latino    | Latino    | Latino    | Latino    | Latino    |
| pre 1830    | post 1830 | Moldavo   | 1881      | 1904      | 1932      | 1953      | 1964      | 1990      |
| ----------- | --------- | --------- | --------- | --------- | --------- | --------- | --------- | --------- |
| ромън/рꙋмън | роmъn     | ромын     | românŭ    | român     | român     | romîn     | român     | român     |
| кънтєк      | къnтек    | кынтек    | cântecŭ   | cântec    | cântec    | cîntec    | cîntec    | cântec    |
| Бꙋкꙋрещĭ    | Бꙋкꙋрещĭ  | Букурещь  | Bucureșcĭ | București | București | București | București | București |
| ꙋрът        | ꙋрът      | урыт      | urâtŭ     | urît      | urît      | urît      | urît      | urât      |
| сꙋнт        | сꙋnт      | сынт      | sunt      | sunt      | sînt      | sînt      | sînt      | sunt      |

## Alfabeto
L'alfabeto romeno ha 31 grafemi, 27 dei quali propriamente romeni e 4 di origine straniera. Di queste 27 lettere cinque sono derivate da altri grafemi, ai quali sono stati aggiunti dei segni diacritici in base al cambio di pronuncia. Le lettere in questione sono:
- Ă ă — a con breve – per il suono /ə/
- Â â — a con circonflesso – per il suono /ɨ/
- Î î — i con circonflesso – per il suono /ɨ/
- Ș ș — s con virgola – per il suono /ʃ/
- Ț ț — t con virgola – per il suono /t͡s/

| Lettera | IPA                                               | Nome     |
| ------- | ------------------------------------------------- | -------- |
| a       | [a]                                               | a        |
| ă       | [ə]                                               | ă        |
| â       | [ɨ]                                               | î din a  |
| b       | [b]                                               | be       |
| c       | [k], [ʧ]                                          | ce       |
| d       | [d]                                               | de       |
| e       | [e]                                               | e        |
| f       | [f]                                               | fe       |
| g       | [g], [ʤ]                                          | ge       |
| h       | [h], a volte segno grafico muto, come in italiano | ha       |
| i       | [i], [j]                                          | i        |
| î       | [ɨ]                                               | î        |
| j       | [ʒ]                                               | je       |
| k1      | [k]                                               | ka       |
| l       | [l]                                               | le       |
| m       | [m], [ɱ]                                          | me       |
| n       | [n], [ŋ]                                          | ne       |
| o       | [o]                                               | o        |
| p       | [p]                                               | pe       |
| q1      | [k]                                               | qü       |
| r       | [r]                                               | re       |
| s       | [s]                                               | se       |
| ș       | [ʃ]                                               | șe       |
| t       | [t]                                               | te       |
| ț       | [ʦ]                                               | țe       |
| u       | [u], [ɯ]                                          | u        |
| v       | [v]                                               | ve       |
| w1      | [v], [w]                                          | dublu ve |
| x       | [ks], [gz]                                        | ics      |
| y1      | [i]                                               | i grec   |
| z       | [z]                                               | ze       |

1 Lettere non proprie del romeno, utilizzate in termini stranieri.

### Regole ortografiche
- le lettere ⟨c⟩ e ⟨g⟩, davanti alle vocali e ed i, mutano il suono rispettivamente in /tʃ/ e /dʒ/, come dell'italiano "ciliegia" e "gesto"; se invece queste due lettere sono precedute da ⟨h⟩, il suono rimane immutato, come dell'italiano "schermo" e "ghiro":

| Sorde | Sorde            | Sorde | Sonore | Sonore           | Sonore |
| ----- | ---------------- | ----- | ------ | ---------------- | ------ |
| c     | -a; -â/î; -o; -u | k     | g      | -a; -â/î; -o; -u | g      |
| c     | -e; -i; -ea      | tʃ    | g      | -e; -i; -ea      | dʒ     |
| ch    | -e; -i; -ea      | k     | gh     | -e; -i; -ea      | g      |

- il suono /ɨ/ è espresso dalle lettere ⟨î⟩ e ⟨â⟩ rispettivamente all'inizio/fine della parola o nel mezzo (es. în pământul; [ɨn pǝˈmɨntul]); ⟨î⟩ tuttavia può trovarsi in mezzo a una parola quando quest'ultima è frutto dell'unione di due altre parole (es. prea + înalțat = preaînalțat)[19];